# Світлофор

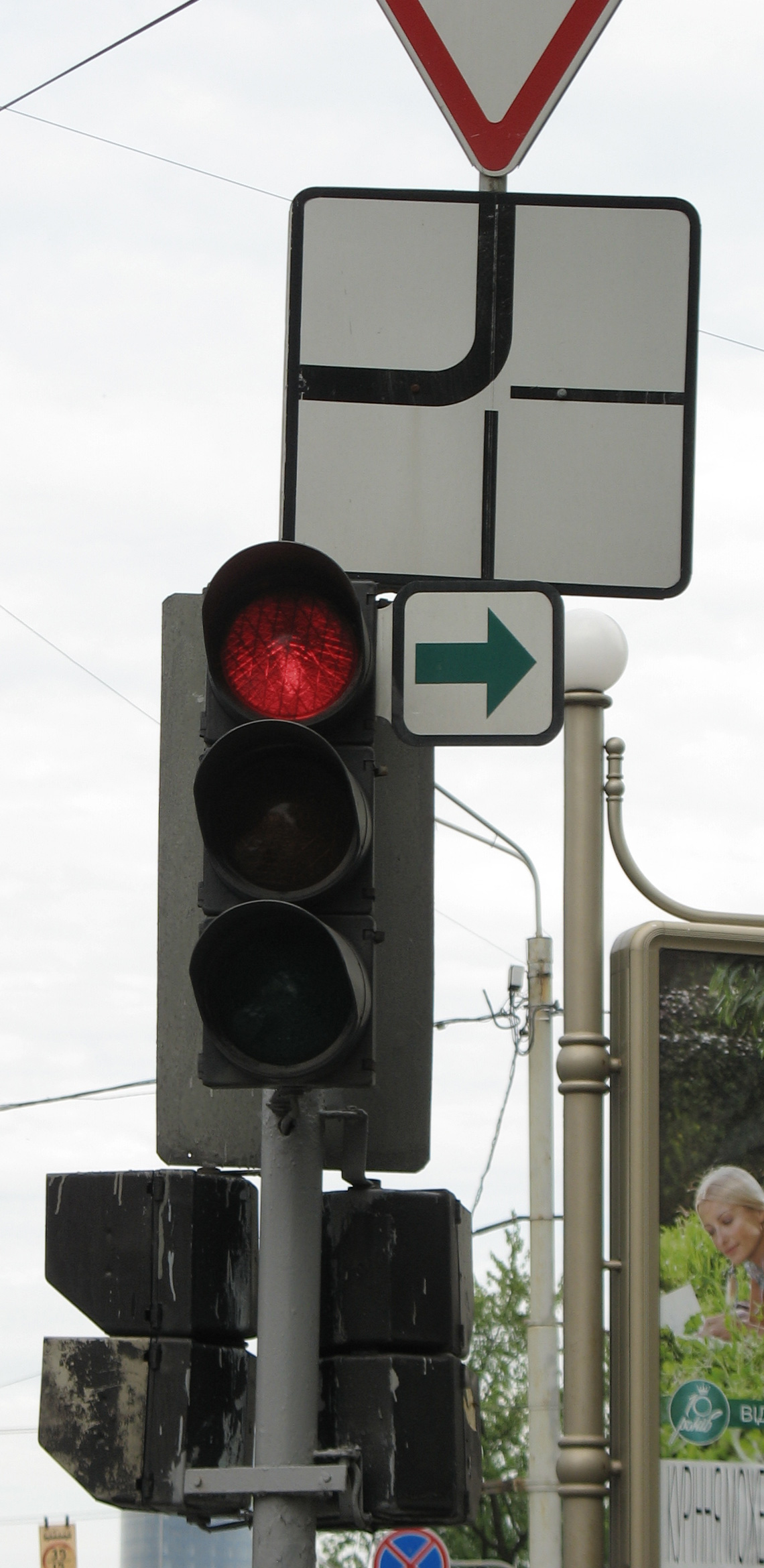
Світлофор у Києві.

Світлофо́р (контамінація світло і семафор) — пристрій оптичної сигналізації, призначений для регулювання руху людей, велосипедів, автомобілів і інших учасників дорожнього руху, потягів залізниці і метрополітену, річкових і морських суден.
5 серпня — Міжнародний день світлофора.

## Історія
Перший світлофор був встановлений 10 грудня 1868 року в Лондоні, біля будівлі Британського Парламенту, задовго до розповсюдження автомобілів. Його винахідник — Дж. П. Найт (англ. J. P. Knight) — був фахівцем із залізничних семафорів. Його винаходом керували вручну, пристрій мав два семафорні крила. Підняті горизонтально, вони означали сигнал «стоп», а опущені під кутом 45° — рух з обережністю. У темний час доби використовувався газовий ліхтар, що обертався, за допомогою нього відповідно подавалися сигнали червоного і зеленого кольорів. Світлофор використовувався для полегшення переходу пішоходів через вулицю, а його сигнали призначалися для гужових транспортних засобів. На жаль, 2 січня 1869 року газовий ліхтар світлофора вибухнув та поранив поліцейського, що керував ним.
Перша автоматична система світлофорів з перемиканням без безпосередньої участі людини була розроблена і запатентована в 1910 році Ернестом Сиріном (англ. Earnest Sirrine) з Чикаго. Його світлофор використовував написи «Stop» і «Proceed», але не підсвічувався.
Винахідником першого електричного світлофора мабуть може вважатися Лестер Вайр (Lester Wire) з Солт-Лейк-Сіті (штат Юта, США). У 1912 році він розробив (але не запатентував) світлофор з двома круглими електричними сигналами (червоного і зеленого кольору).
5 серпня 1914 року в Клівленді (штат Огайо, США) Американська світлофорна компанія (англ. American Traffic Signal Company) встановила на перехресті 105-ї вулиці і авеню Евкліда чотири електричні світлофори конструкції Джеймса Годжа (англ. James Hoge). Вони мали червоний і зелений сигнал і при перемиканні видавали звуковий сигнал. Системою керував поліцейський, який сидів у скляній будці на перехресті. Світлофори задавали правила руху, аналогічні до прийнятих у сучасній Америці: поворот направо здійснювався у будь-який час за відсутності перешкод, а поворот наліво — на зелений сигнал навколо центру перехрестя.
У 1920 році трибарвні світлофори з використанням жовтого сигналу були встановлені в Детройті (штат Мічиган, США) і Нью-Йорку. Авторами винаходів були поліцейський Вільям Потс (англ. William Potts) і Джон Ф. Гарріс (англ. John F. Harriss).
У Європі аналогічні світлофори були встановлені в 1922 році в Парижі на перетині вулиці Ріволі (фр. Rue de Rivoli) і Севастопольського бульвару (фр. Boulevard de Sebastopol), а також у Гамбурзі на площі Стефана (нім. Stephansplatz). А в Англії — в 1927 році в місті Вулвергемптон (англ. Wolverhampton).
В Польщі та Угорщині перші світлофори встановили у 1926 р., в Румунії — у 1933 р. У СРСР перший світлофор встановили 15 січня 1930 року в Ленінграді, на перетині проспектів Невського і Ливарного (рос. Литейний проспект). Перший світлофор у Москві з'явився 30 грудня того ж року на розі вулиць Петрівка (рос. Петровка) і Кузнецький Міст.
У зв'язку з історією світлофора часто згадують ім'я афроамериканського винахідника Гарета Моргана (англ. Garrett Morgan), що запатентував у 1922 році світлофор оригінальної конструкції. Існує стійкий міф про великий вплив Моргана на розвиток світлофорів, вважається, що його патент став основою монополії Дженерал Електрик (General Electric) на виробництво світлофорів у США. Але можливо він є лише одним з багатьох винахідників різноманітних світлофорів на початку XX століття.

## Типи світлофорів

### Вуличні і дорожні світлофори

#### Автомобільні світлофори

Дорожній знак світлофора

Найпоширеніші світлофори з сигналами (зазвичай круглими) трьох кольорів: червоного, жовтого і зеленого. У деяких країнах замість жовтого використовується помаранчевий колір. Сигнали можуть бути розташовані як вертикально (при цьому червоний сигнал завжди розташовується зверху, а зелений — знизу), так і горизонтально (при цьому червоний сигнал завжди розташовується зліва, а зелений — справа). За відсутності інших, спеціальних світлофорів вони регулюють рух всіх видів транспортних засобів і пішоходів. Іноді сигнали світлофора доповнюють спеціальним табло зворотного відліку часу, який показує, скільки часу ще горітиме сигнал. Частіше за все табло зворотного відліку роблять для зеленого сигналу світлофора, але у ряді випадків табло відображає і решту часу для червоного сигналу.
Практично повсюдно червоний сигнал світлофора забороняє рух, жовтий забороняє виїзд на ділянку, що охороняється світлофором, але допускає завершення його проїзду, а зелений — дозволяє рух. Поширене, але не повсюдне використання поєднання червоного і жовтого сигналів, що позначає майбутнє включення зеленого сигналу. Іноді зелений сигнал включається відразу після червоного без проміжного жовтого, але не навпаки. Деталі застосування сигналів розрізняються залежно від прийнятих в тій або іншій країні Правил дорожнього руху.
Існують світлофори з двох секцій — червоної і зеленої. Такі світлофори зазвичай встановлюються на пунктах, де пропуск автомобілів проводиться в індивідуальному порядку, наприклад, на прикордонних переходах, при в'їзді або виїзді з автостоянки, території, що охороняється тощо.
Можуть також подаватися миготливі сигнали, значення яких залежить від місцевого законодавства. 

##### В Україні
В Україні і в багатьох країнах Європи миготливий зелений сигнал означає майбутнє перемикання до жовтого. Автомобілі, що наближаються до світлофора з миготливим зеленим сигналом, можуть прийняти заходи до своєчасного гальмування, аби уникнути виїзду на перехрестя, що охороняється світлофором, або переходу на заборонений сигнал. Миготливий жовтий сигнал вимагає понизити швидкість для проїзду перехрестя або означає на пішохідному переході нерегульований світлофор (наприклад, вночі, коли регулювання не потрібне через низьку інтенсивність руху). Іноді для цих цілей застосовуються спеціальні світлофори, що складаються з миготливої однієї або поперемінно миготливих двох жовтих секцій.
Від 1 травня 2025 року, згідно наказу Державного підприємства «Український науково-дослідний і навчальний центр проблем стандартизації, сертифікації та якості» (ДП «УкрНДНЦ») від 15 листопада 2024 р. № 282 «Про прийняття національного стандарту 
та скасування національного стандарту» та нової редакції ДСТУ 4092:2024, в Україні зелений сигнал світлофора буде замінено на смарагдовий колір. Це рішення ухвалено на основі досліджень, які показали, що такий відтінок краще сприймається водіями. Крім того, світлофори отримають нові шевронні стрілки, які буде краще видно всім учасникам дорожнього руху. Також з'являться нові типи світлофорів: велосипедні з піктограмами та комбіновані велопішохідні. Пішохідні, транспортні та велосипедні світлофори будуть оснащені зворотнім відліком.

#### Стрілки і стрілочні секції
Додатково сигнали можуть бути подані у вигляді стрілок (контурів стрілок). Крім того, часто використовуються додаткові секції із стрілками, які регулюють рух у тому чи іншому напрямі.

#### Світлофор із мигаючим червоним сигналом
Червоний миготливий сигнал (як правило, на світлофорах з миготливою однією або поперемінно миготливими двома червоними секціями) використовується для огородження перетинів з трамвайними лініями при наближенні трамвая, мостів при розводці, ділянок дороги поблизу злітно-посадочних смуг аеропортів при зльоті і посадці літаків на небезпечній висоті. Ці світлофори аналогічні тим, що використовуються на залізничних переїздах.

#### Світлофори на залізничних переїздах

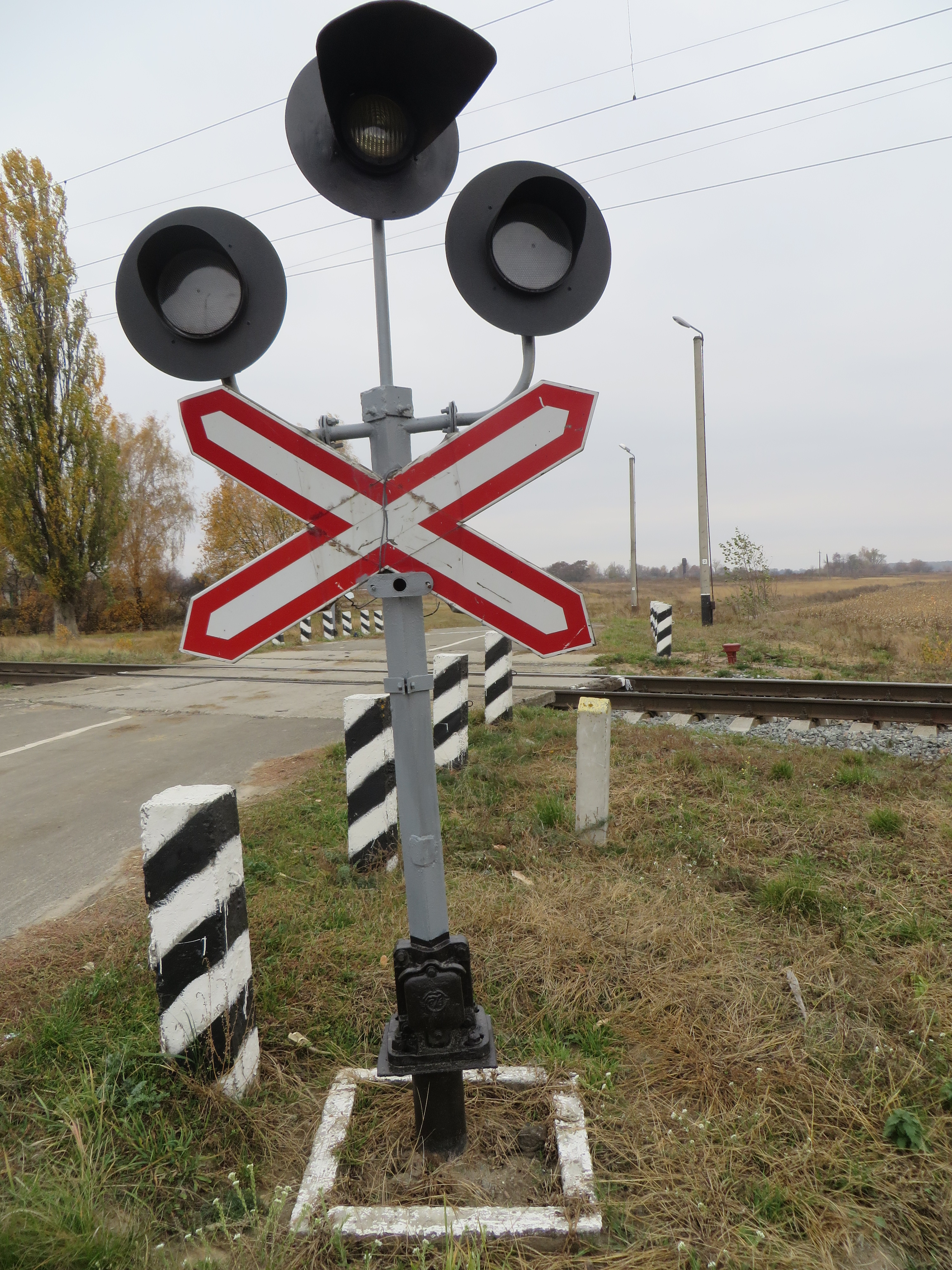
Світлофор біля залізничного переїзду між селами Дрімайлівка, та Будище Куликівський район, Чернігівська область

Складається з двох горизонтально розташованих червоних ліхтарів і, на деяких переїздах, одного ліхтаря місячно-білого кольору. Білий ліхтар розташований між червоними, нижче або вище лінії, що сполучає їх. Значення сигналів наступне:
- два поперемінно миготливих червоних ліхтарів — рух через переїзд заборонений; даний сигнал зазвичай супроводжується звуковою сигналізацією (дзвінком);
- миготливий білий ліхтар означає, що технічна система переїзду знаходиться у нормальному стані. Оскільки він не горить, коли переїзд закритий або закривається, біло-місячний ліхтар часто неправильно вважають сигналом, що дозволяє рух.

#### Реверсійний світлофор
Для регулювання руху по смугах проїжджої частини (особливо там, де можливий реверсивний рух), застосовують спеціальні світлофори контролю смуги (реверсивні). Відповідно до Віденської конвенції про дорожні знаки і сигнали такі світлофори можуть мати два або три сигнали:
- червоний Х-подібний сигнал забороняє рух по смузі;
- зелена стрілка, направлена вниз, дозволяє рух;
- додатковий сигнал у вигляді діагональної жовтої стрілки інформує про зміну режиму роботи смуги і вказує напрям, в якому її необхідно покинути.

#### Світлофори для маршрутних транспортних засобів
Для регулювання руху маршрутних транспортних засобів (трамваїв, автобусів, тролейбусів) використовують спеціальні світлофори, що відрізняються від країни до країни.
В Україні Правилами дорожнього руху для регулювання руху трамваїв передбачено використання Т-подібного світлофора з «чотирма круглими сигналами біло-місячного кольору». Верхні сигнали використовуються для вказівки дозволених напрямів руху (наліво, прямо, направо), а нижній — дозволяє початок руху.
У Швейцарії для цієї мети використовується одиночний сигнал оранжевого кольору (включений постійно або миготливий).
У країнах Північної Європи використовуються світлофори з трьома секціями, що збігаються за розташуванням і призначенням зі стандартними світлофорами, але мають білий колір і форму знаків: «S» — для сигналу, що забороняє рух, «—» — для застережливого сигналу, стрілка напряму руху — для дозволяючого сигналу.
Також існують світлофори на трамвайних станціях (кінцевих) — тобто поза автомобільними дорогами, що мають по 2 секції — червону і зелену. Вони служать для вказівки порядку відправлення трамвайних потягів з різних шляхів станції.
Не існує міжнародного стандарту для світлофорів для маршрутних транспортних засобів, і вони можуть сильно відрізнятися навіть в сусідніх країнах. Як приклад нижче приводяться сигнали таких світлофорів в Бельгії і Нідерландах:
Значення сигналів (зліва направо)
- Дозволяється рух прямо
- Дозволяється рух наліво
- Дозволяється рух направо

- Дозволяється рух на всіх напрямках (аналогічно зеленому сигналу автомобільного світлофора)
- Рух забороняється, за винятком тих випадків, коли для зупинки потрібне екстрене гальмування (аналогічно жовтому сигналу автомобільного світлофора)
- Рух забороняється (аналогічно червоному сигналу автомобільного світлофора)

Через свій специфічний вигляд нідерландський світлофор отримав прізвисько negenoog, тобто «дев'ятиокий».

#### Світлофори для пішоходів
Такі світлофори регулюють рух пішоходів через пішохідний перехід. Як правило, він має два види сигналів: що дозволяє і забороняє. Зазвичай для цієї мети використовують відповідно зелене і червоне світло. Самі сигнали мають різну форму. Найчастіше використовують сигнали у вигляді силуету людини: червоний — що стоїть, зелений — що йде. У США червоний сигнал часто застосовують у вигляді силуету піднятої долоні (жест «стоп»). Іноді використовують написи «стійте» і «йдіть» (у англійській мові «stop» і «walk», в інших мовах — аналогічно).
На жвавих магістралях встановлюють, як правило, світлофори, що автоматично перемикаються. Але часто застосовується і варіант, коли світлофор перемикається після натиснення спеціальної кнопки і дозволяє перехід протягом певного часу після цього.
Сучасні світлофори для пішоходів додатково обладнали також звуковими сигналами, призначеними для сліпих пішоходів, а іноді і табло зворотного відліку часу (вперше з'явились у Франції в 1998 р.).
За часів існування НДР сигнали світлофора для пішоходів мали оригінальну форму маленького «світлофорного чоловічка» (нім. Ampelmännchen). У Саксонії такі світлофори ставлять дотепер.
При відсутності пішохідного світлофора пішоходи керуються сигналами автомобільного світлофора.

#### Світлофори для велосипедистів
Для регулювання руху велосипедів іноді застосовують спеціальні світлофори. Це може бути світлофор, сигнали якого виконані у формі силуету велосипеда, або звичайний трибарвний світлофор, забезпечений спеціальною табличкою.

#### Трамвайний світлофор
Трамвайні світлофори призначені для регулювання руху трамваїв. Зазвичай встановлюються перед ділянками з обмеженою видимістю, перед затяжними підйомами, спусками, на в'їзді/виїзді трамвайних депо, а також перед трамвайними стрілками.
Зазвичай трамвайні світлофори мають 2 сигнали: червоний і зелений. Встановлюються в основному або праворуч від трамвайної колії, або по центру над ним вище за контактний дріт.
Основне призначення трамвайних світлофорів полягає в тому, щоб сигналізувати водіям трамваїв про зайнятість наступної за світлофором частини трамвайної колії. Дія трамвайних світлофорів розповсюджується тільки на трамваї.
Світлофори такого типу працюють в автоматичному режимі.

### Залізничний світлофор
Залізничні світлофори призначені для регулювання руху потягів, маневрових составів, а також регулювання швидкості розпуску із сортувальної гори. Також світлофори або додаткові світлові покажчики можуть інформувати машиніста про маршрут або як-небудь конкретизувати показання.
Залізничні світлофори є як наземні, так і локомотивні (встановлені на пульті керування локомотива).
Іноді залізничний світлофор помилково називають семафором.

#### Класифікація
Залізничні світлофори поділяють на:
- Вхідні — дозволяють чи забороняють в'їзд на станцію;
- Вихідні — дозволяють чи забороняють відправлення зі станції;
- Маршрутні — дозволяють чи забороняють рух з одного району станції в інший;
- Прохідні — дозволяють чи забороняють рух з однієї блок-ділянки перегону на іншу;
- Світлофори прикриття, загороджувальні — дозволяють чи забороняють рух через мости, переїзди, небезпечні місця, застосовуються для огородження рухомого складу на коліях;
- Маневрові, гіркові — для регулювання руху маневрових составів, а також регулювання швидкості розпуску з сортувальної гори.

Крім головних виділяють світлофори:
- Попереджувальні — попереджують про сигнал наступного світлофора вхідного, прохідного, загороджувального, прикриття, якщо він може бути не помічений вчасно. Ці світлофори не мають заборонного сигналу;
- Повторювальні — повторюють дозвільний сигнал вихідного, маршрутного, або усі сигнали гіркового світлофора, у місці, де їх видимість не забезпечена.

Іноді один світлофор суміщує різні функції. Частіше за все кожен світлофор є попереджувальним щодо наступного.
Світлофори мають відповідні літерно-цифрові позначення. На залізницях України вирізняються своєю формою світлофори загороджувальні, попереджувальні до загороджувальних, а також повторювальні; вони мають лише один ліхтар (відповідно: червоний, жовтий, зелений) на ромбічному щиті.

#### Сигнали
На українській залізниці використовуються такі сигнали.
- Червоний сигнал: «Зупинитися! Наступну ділянку закрито».
- Жовтий сигнал: «Попереду вільна лише одна ділянка. Рух з готовністю зупинитись».
- Жовтий із зеленим: Попереду вільні лише дві блок-ділянки. Почати гальмування (для поїзда з довгим гальмівним шляхом).
- Зелений сигнал: Шлях вільний. Дозволено рух з максимальною швидкістю.
- Жовтий миготливий сигнал: Шлях вільний. Наступний світлофор вимагає руху зі зменшеною швидкістю.
- Зелений миготливий: Шлях вільний. Наступний світлофор вимагає руху з середньою швидкістю.
- Другий жовтий: (разом з жовтим чи жовтим миготливим): Поїзд йде з відхиленням по стрілочних переводах. Швидкість обмежено.
- Другий жовтий з зеленою світною смугою під ним: (разом з жовтим, жовтим миготливим чи зеленим миготливим): Поїзд йде з відхиленням по стрілочних переводах з хрестовинами пологих марок. Дозволено рух з середньою швидкістю.
- Третій жовтий: (комбінація з трьох жовтих): Наступний маршрутний світлофор закритий. В'їзд на бокову колію з готовністю зупинитись.
- Другий зелений: (комбінація з двох зелених): Дозволяє відправлення на відгалуження, одну з колій багатоколійної ділянки.
- Білий миготливий сигнал: Запрошувальний сигнал, дозволяє пройти закритий або відключений світлофор, коли увімкнути дозвільний сигнал неможливо (несправність сигналізації, прийняття двох поїздів на одну колію).
- Білий сигнал: (разом з дозвільним сигналом вихідного світлофора): Подальший рух здійснюється за показами локомотивного світлофора, а покази цього світлофора пов'язані з показами АЛС, а не наступного наземного світлофора.
- Світлові покажчики: Покажчик білого кольору означає маршрут, яким прямуватиме поїзд.

Покажчик зеленого кольору означає колію, з якої дозволяється відправлення поїзда за дозвільним сигналом групового (встановленого в кінці стрілочної вулиці) світлофора.
- Білий сигнал: (на маневровому світлофорі): Дозволяє проведення маневрів.
- Два білі вогні: «Проведення маневрів дозволено, колія вільна».
- Синій колір: Забороняє проведення маневрів. На маневрових світлофорах може застосовуватись і червоний вогонь, коли немає потреби окремо регулювати рух поїздів та маневрових складів.

На сортувальних гірках для регулювання швидкості розпуску застосовують жовто-червоно-зелені чи жовто-синьо-зелені (повторювальні) світлофори. Покажчик у формі літери Н («Назад!») вимагає осадити вагони з гірки.
Система сигналів відрізняється не лише в різних країнах, але й на різних залізницях (наприклад, у Німеччині). Серед відмінностей можна назвати
- застосування інших сигнальних кольорів (наприклад, фіолетовий у Франції замість синього);
- різне розташування сигнальних вогнів (див. Світлофори для маршрутних транспортних засобів);
- застосування різних покажчиків швидкості, зокрема цифрових (наприклад, «Розігнати чи загальмувати поїзд від швидкості, позначеної білою цифрою, до швидкості, позначеної жовтою цифрою»);
- використання комбінацій суворішого обмежувального сигналу з менш суворим попереджувальним.

### Річковий світлофор
Річкові світлофори призначені для регулювання руху річкових суден. В основному використовуються для регулювання проходу суден через шлюзи. Такі світлофори мають сигнали 2-х кольорів — червоного і зеленого.
Розрізняють дальні й ближні річкові світлофори. Дальні світлофори дозволяють або забороняють підхід кораблів до шлюзу. Ближні світлофори встановлюються безпосередньо перед і всередині камери шлюзу на правій стороні по ходу руху судна. Вони регулюють вхід транспорту всередину шлюзової камери і вихід з неї.
Слід зазначити, що неробочий річковий світлофор (не горить жоден із сигналів) забороняє рух суден.

### Світлофори у автоспорті
У автоспорті світлофори можуть встановлюватися на маршальських постах, на виїзді з піт-лейн і на стартовій межі.
Стартовий світлофор підвішується над трасою так, щоб він був добре видний там, хто стоїть на старті. Розташування вогнів: «червоний — зелений» або «жовтий — зелений — червоний». Сигнали світлофора дублюються з протилежного боку (щоб всім уболівальникам і суддям була видна процедура старту). Часто на гоночному світлофорі не один червоний ліхтар, а декілька (на випадок, якщо лампа згорить).
Сигнали стартового світлофора такі:
- Червоний: Приготуватися до старту!
- Червоний гасне: Старт! (старт з місця)
- Зелений: Старт! (старт з ходу, кваліфікація, прогрівальне коло)
- Миготливий жовтий: Зупинити двигуни!

У окремих гоночних серіях зустрічаються і інші сигнали.
Маршальські світлофори зустрічаються вкрай рідко і віддають ті ж команди, які маршали віддають прапорами (червоний — зупинити гонку, жовтий — небезпечну ділянку тощо)
Світлофор на піт-лейн має такі сигнали:
- Червоний: Виїзд з піт-лейн заборонений.
- Зелений: Виїзд з піт-лейн дозволений.
- Миготливий синій: до виїзду наближається автомобіль, поступіться йому дорогою.

## Додаткові інтерфейси
У деяких країнах світлофори забезпечуються додатковою цифровою панеллю, що показує, скільки секунд залишилося до зміни статусу світлофора. В Україні такі світлофори поширені.
Один з шляхів підвищення ефективності світлофора — пристосування його для використання сліпими людьми. В умовах, коли необхідна підвищена увага, такі доповнення виявляються корисними і для звичайних людей.
Такий звуковий супровід, що спрацьовує при зміні кольорів: повільне цокання («чекай») або швидке цокання («йди»).
У Німеччині та Нідерландах майданчик перед пішохідним переходом викладений ребристими плитками і м'якими гумовими пластинками, наступаючи на яких нога трохи просідає, і людина мимоволі зупиняється.